# MUSICA〜音のおもてなし〜
MUSICA〜音のおもてなし〜（ムジカ おとのおもてなし）は、2009年4月11日から2012年3月24日まで日本BS放送（BS11）で放送されていた音楽番組である。

## 概要
ベーシストの小原礼・シンガーソングライターの尾崎亜美夫妻がホスト役を務め、毎回ミュージシャンをゲストに招いてトークやセッションを楽しむというものであった。

## 放送時間
- 毎週土曜日16：30 - 16：55（2009年4月11日 - 10月3日）
- 毎週土曜日21：00 - 21：55（2009年10月17日 - 2012年3月24日）

毎週の放送だったが、同じ回を2週続けて放送するという方式だったため、実質は隔週放送と同じであった。また、年に数回ほど「傑作選」という名目で再放送が行われることもあった。この他、2011年の大晦日には、2011年総集編として20：00から2時間の拡大版が放送された。

## コーナー・内容
ゲストとのトーク
ゲストが音楽の道に進むきっかけとなった幼少時のエピソード、これまでの音楽活動、それに今後の音楽活動に於ける夢や目標等を中心にトークが展開された。冒頭では小原・尾崎夫妻とゲストがシャンパン等で乾杯することが多かった。
MUSICA Special Session
小原・尾崎夫妻とゲストによるセッション。「トークの合い間に1曲ずつ、計2曲」というスタイルで構成されていた。ゲストがボーカルを担当し（楽器を演奏しながら歌うケースもあり）、小原がベースとコーラス、尾崎がキーボードとコーラスをそれぞれ担当するというのが基本パターンだったが、稀に尾崎がベースを担当させられるなどの趣向もあった。
小原礼のロック巡礼〜Ray's Rock Roots〜
小原が海外のロックミュージシャンの名盤や自分の愛用の楽器・機材等について語るコーナー。小原が還暦を迎えて以降は『小原礼の還暦ROCK!』に改題された。
今週のおもてなしソング
小原・尾崎夫妻による歌のコーナー。尾崎がキーボードとリードボーカル、小原がベースとサブボーカルまたはコーラスを担当するのが基本パターンだった。ゲストが退席した後に夫妻2人だけで行われることがほとんどだったが、稀にゲストも加わって行われることもあった。また、特別企画として小原や尾崎が「ゲスト」扱いとなった回では、代わりにホスト役を務めたミュージシャンがおもてなしソングに参加した（「ゲスト」は参加せず）。
エンディング
収録終了後に小原・尾崎夫妻とゲストが記念写真を撮影するシーンが放送され、続いてゲストが1人で感想を語った。最後に小原・尾崎夫妻が感想を語って番組を終わっていた。なお、最終回では小原・尾崎夫妻に花束が手渡された後、小原が尾崎の頬にキスをするシーンが放送された。

## 出演者
- 小原礼
- 尾崎亜美[4]
- 矢口恭平（ナレーター）[5]

## ゲスト
原則として出演した順に紹介している。ゲストは毎回1人（1組）ずつで、複数のゲストが一緒に出演することは無かった。ほとんどのゲストは1回のみの出演だったが、「マンスリーゲスト」的扱いで2回連続で出演したゲストや、複数回出演したゲストもあった。中でも奥田民生は、毎年新年最初の放送にゲストとして招かれるのが恒例となっていた。
- ムッシュかまやつ[6]
- 加藤和彦[7]
- 太田裕美
- 南こうせつ
- 遠藤賢司
- 宇崎竜童
- 渡辺真知子
- 伊勢正三
- ブレッド&バター
- デーモン閣下
- 松本伊代
- 奥田民生
- 根本要
- 小坂忠
- 杉田二郎
- つのだ☆ひろ
- 南佳孝
- 中村あゆみ
- 山本潤子
- 鈴木慶一
- ばんばひろふみ
- 杉真理
- 石川セリ
- 佐野史郎
- 杏里
- サエキけんぞう
- 稲垣潤一
- 上田正樹
- 白井貴子
- 柳ジョージ
- 斉藤和義
- 辛島美登里
- 夏川りみ
- Char
- イルカ
- 佐藤竹善
- 吉井和哉
- 高野寛
- 鈴木康博
- 観月ありさ
- 花田裕之
- 大貫妙子
- タケカワユキヒデ
- 原田真二
- あがた森魚
- 浜崎貴司
- 小室等
- 中村中
- 高橋幸宏
- 屋敷豪太
- 鈴木茂[8]
- 尾崎亜美[2]
- 小原礼[3]

## スペシャルライブ「en」
尾崎亜美の歌手生活35周年、それに小原礼の生誕60周年を記念して、2011年11月23日・24日の2日間にわたり、東京・渋谷のライブハウス『DUO MUSIC EXCHANGE』にて、スペシャルライブ「en」が開催された。タイトルの「en」は「縁」「宴」等、いろいろな意味を込めて命名されたものである。ライブには奥田民生、鈴木茂、佐藤準、林立夫、ムッシュかまやつ、南こうせつ、伊勢正三、屋敷豪太、大貫妙子、デーモン閣下、Char等、当番組にゲストとして出演したミュージシャンも多数参加した。このライブの模様は、2012年2月の当番組で2回にわたって放送された（パート1は2月4日初回放送・11日再放送、パート2は2月18日初回放送・25日再放送）。

## スタッフ
- 協力：ヤマハART、TEAM Active、AWABEES、AurA STUDIO、ビーズクラブオフィス
- 衣装協力：OLLEBOREBLA
- スチールカメラ：水町直人
- 技術：共立映像
- 音響：ケンテック
- メイク：小田切恵里
- MIX：東舘康夫
- AP：梅澤君枝
- 演出：黒澤順子、後藤圭
- プロデューサー：鈴木博喜（BS11）
- 制作協力：SEVEN A
- 制作著作：BS11